# Anne-Sophie Barthet
Anne-Sophie Barthet (Toulouse, 23 februari 1988) is een Franse alpineskiester. Ze nam viermaal deel aan de Olympische Winterspelen, maar behaalde geen medaille. 

## Carrière
Barthet maakte haar wereldbekerdebuut in oktober 2005 tijdens de reuzenslalom in  Sölden. Ze stond nog nooit op het podium van een wereldbekerwedstrijd.
Op de Olympische Spelen van Turijn eindigde ze 34e op de slalom. Vier jaar later, op de Olympische Winterspelen 2010 in Vancouver skiede Barthet naar een 26e plaats op de slalom. 

## Resultaten

### Titels
Frans kampioene supercombinatie – 2011, 2012

### Wereldkampioenschappen
| Jaar | Plaats                 | Resultaten                                      |
| ---- | ---------------------- | ----------------------------------------------- |
| 2007 | Åre                    | 19e Slalom 22e Supercombinatie DNF1 Super G     |
| 2011 | Garmisch-Partenkirchen | 14e Slalom 19e Reuzenslalom                     |
| 2013 | Schladming             | 16e Supercombinatie 20e Reuzenslalom 24e Slalom |
| 2017 | Sankt Moritz           | 12e Supercombinatie 23e Slalom                  |

### Olympische Spelen
| Jaar | Plaats      | Resultaten                  |
| ---- | ----------- | --------------------------- |
| 2006 | Turijn      | 34e Slalom DNF1 Combinatie  |
| 2010 | Vancouver   | 26e Slalom                  |
| 2014 | Sotsji      | 18e Reuzenslalom 18e Slalom |
| 2018 | Pyeongchang | DNS1 Combinatie             |

### Wereldbeker

#### Eindklasseringen
| Seizoen   | Algm | SL  | RS  | SG  | SC  |
| --------- | ---- | --- | --- | --- | --- |
| 2005/2006 | 92e  | 36e | -   | -   | 35e |
| 2006/2007 | 83e  | 37e | -   | -   | 23e |
| 2007/2008 | 118e | -   | 50e | -   | -   |
| 2009/2010 | 75e  | 31e | 34e | -   | -   |
| 2010/2011 | 71e  | 28e | 45e | -   | -   |
| 2011/2012 | 48e  | 22e | 36e | -   | 23e |
| 2012/2013 | 48e  | 30e | 26e | -   | 21e |
| 2013/2014 | 70e  | 32e | 36e | -   | -   |
| 2014/2015 | 72e  | 33e | 43e | -   | 20e |
| 2015/2016 | 32e  | 15e | 32e | -   | 6e  |
| 2016/2017 | 71e  | 30e | 44e | -   | 18e |
| 2017/2018 | 82e  | 30e | 44e | 47e | 16e |